# Blade of Grass
«Blade of Grass» es una canción interpretada por la cantautora estadounidense Lady Gaga, incluida en su octavo álbum de estudio, Mayhem (2025). Fue escrita y producida conjuntamente por Gaga, Andrew Watt, Cirkut y Mike Lévy, mientras que su producción estuvo a cargo de los primeros tres.

## Antecedentes y composición
En marzo de 2024, Gaga adelantó que estaba «escribiendo algunas de las mejores canciones que puedo recordar» y reveló que su próximo álbum había comenzado a tomar forma en 2022, mientras se encontraba en su gira The Chromatica Ball.
Musicalmente, «Blade of Grass» es una balada minimalista con una instrumentación sencilla que se basa en pianos suaves, arreglos de cuerda y una progresión melódica en constante crecimiento. Su producción contrasta con el sonido caótico y bailable del resto del álbum, proporcionando un momento de calma y reflexión antes del cierre con «Die with a Smile». En cuanto a la letra, Gaga ha explicado que la canción nació de una conversación con su pareja:

Estábamos en nuestro jardín y le dije: "Toma una brizna de hierba y envuélvela alrededor de mi dedo". Y entonces escribí "Blade of Grass", porque recuerdo la expresión de su rostro.

A lo largo de la canción, Gaga expresa un amor incondicional y una visión del compromiso más allá de lo material, enfatizando que no necesita anillos ostentosos ni promesas grandiosas, sino una conexión auténtica y profunda. Distintos articulistas interpretaron la frase «aunque la iglesia se haya quemado, seré tu reina sin corona» como una metáfora sobre el amor que trasciende las tradiciones o expectativas convencionales.

## Recepción

### Comentarios de la crítica
«Blade of Grass» fue recibida positivamente por la crítica, destacando su carga emocional y la vulnerabilidad de Gaga. Stephen Daw de la revista Billboard la describió como «una de las mejores baladas de su carrera, una pieza de amor puro y sin artificios». CJ Thorpe-Tracey de The Quietus la comparó con otras baladas de la artista, como «Speechless» (2009) y «Million Reasons» (2016), señalando que «su voz se siente especialmente sincera y conmovedora». Neil Z. Yeung de AllMusic la mencionó como «una oda al compromiso de Gaga, enmarcada dentro de los momentos más melódicos y emotivos de Mayhem». Por su parte, Robin Murray de Clash mencinó que «su tono melancólico contrasta con la energía explosiva del álbum, generando una transición abrupta hacia el final del disco».